# Sommer Ray
Sommer Ray   (Denver, 15 de setembre de 1996) és una model de fitness i YouTuber estatunidenca.
Va fer-se famosa el 2013 a través dels vídeos que penjava a Vine, i avui en dia acumula milions de seguidors als seus perfils a les xarxes socials.
La seva mare Shannon i les seves germanes Savana i Skylyn són també figures populars a Internet.